# Personalisme
El personalisme és un corrent filosòfic d'inspiració cristiana que considera la unicitat de la persona humana al món de la natura. Va desenvolupar-se als anys 1930 a França.
S'oposen a la tendència de reduir l'home només a un recurs humà o un instrument (instrumentalisme) present, tant en el capitalisme com en el totalitarisme. Un altre punt d'interès del personalisme és el paper atorgat a la subjectivitat humana (el fet d'ésser subjecte i no objecte) o consciència de si mateix, amb experiència en actes propis d'una persona i esdeveniments interns en «tot en l'ésser humà que és intern, pel que cada ésser humà és un testimoni del seu propi jo.» En aquest sentit, s'oposen a la hipòstasi del pensament, feta per Plató i Hegel, com que per ells, el pensament no «existeix» fora de la persona.
Els autors més destacats són Emmanuel Mounier, Emmanuel Lévinas, Jean Lacroix, Paul Ricoeur, Nikolai Berdiàiev i d'altres. A Catalunya Ramon Xirau i Subias (1924) és vist com un exponent d'aquest corrent. Per extensió, s'ha considerat que l'obra de filòsofs anteriors al moviment, com René Descartes o Immanuel Kant tenia una inspiració personalista avant la lettre. A Europa, el moviment va ser una font d'inspiració important per a la democràcia cristiana, a la recerca d'una tercera via entre el socialisme i el liberalisme.
El primer ús de personalisme, paraula creada per Friedrich Schleiermacher a la fi del segle xviii tenia un sentit totalment diferent i era utilitzat per oposar-se al panteisme i emfatitzar la creença en un Déu personal. En el sentit modern va ser reutilitzat per a la primera vegada per Charles Renouvier a la seva obra El Personalisme del 1904.
El corrent personalista és promogut a Catalunya per l'Institut Emmanuel Mounier de Catalunya des del 2001, que atorga anualment el Reconeixement Emmanuel Mounier a aquelles persones que consideren significades en les qualitats més apreciades de la persona humana.